# Elecciones parlamentarias del Alto Karabaj de 1995
El 30 de abril de 1995 se celebraron elecciones parlamentarias en Artsaj. Se eligió un total de 33 miembros de la Asamblea Nacional. La participación electoral fue del 73,9%.

## Resultados
Esta es la lista de los miembros seleccionados:
| - Emma P. Gabrielyan - Arthur A. Sargsyan - Garik E. Grigoryan - Ashot Z. Babayan - Manushak A. Sargsyan - Murad A. Petrosyan - Lavrent B. Gabrielyan - Seyran Kh. Hayrapetyan - Boris S. Arushanyan - Mikael B. Hambardzumyan - Ashot G. Sargsyan | - Lidia I. Sargsyan - Valeri S. Khachatryan - Slavik A. Arushanyan - Alvina A. Grigoryan - Andrei S. Gharamyan - Bella A. Babayan - Karen L. Ohanjanyan - Novella B. Hambardzumyan - Rafik B. Mayilyan - Angelina V. Hovsepyan - Arkady I. Soghomonyan | - Karen B. Gharibyan - Arthur B. Tovmasyan - Meruzhan M. Harutyunyan - Karen Z. Baburyan - Nerses M. Ohanjanyan - Roma A. Karapetyan - Vasili A. Atajanyan - Rudik G. Martirosyan - Kolya S. Iskandaryan - Syomik M. Maryanyan - Aida R. Antonyan |